# Meadowbank River
Der Meadowbank River ist ein 203 km langer rechter Nebenfluss des Back River im kanadischen Territorium Nunavut.

## Flusslauf
Der Meadowbank River durchfließt eine vom Kanadischen Schild geprägte Tundralandschaft im Norden Kanadas. Der Fluss hat seinen Ursprung in einem namenlosen See. Dieser befindet sich auf einer Höhe von etwa 130 m und liegt zwischen den größeren Seen Schultz Lake im Westen und Tehek Lake im Osten. Der Meadowbank River fließt anfangs etwa 40 km nach Norden. Anschließend wendet er sich allmählich nach Osten. Ab Flusskilometer 140 fließt der Meadowbank River erneut nach Norden. Bei Flusskilometer 115 erreicht der Fluss das südliche Ende des 22 km langen Nanau Lake, der eine Flussverbreiterung des Meadowbank River darstellt. Unterhalb des Nanau Lake wendet sich der Fluss nach Nordwesten und erreicht schließlich auf einer Höhe von etwa 40 m den Back River.

## Hydrologie
Der mittlere Abfluss (MQ) des Meadowbank River bei Flusskilometer 118 beträgt 14,5 m³/s (Messzeitraum 2003–2018). Die größten Wassermengen führt der Fluss im Juli.